# チャールズ・テイズ・ラッセル
チャールズ・テイズ・ラッセル（Charles Taze Russell、1852年2月16日 - 1916年10月31日）は、キリスト教系の新宗教であるエホバの証人を設立した。
ラッセルは1870年に「聖書研究会」を開き、それら成員は「聖書研究者」または「国際聖書研究者」（現在の「エホバの証人」）と呼ばれるようになり、1879年には『シオンのものみの塔およびキリストの臨在の告知者』（現在の『ものみの塔』誌）を創刊し、1884年に宗教法人である「シオンのものみの塔冊子協会」（現在の「ものみの塔聖書冊子協会」）を設立し、その初代会長を務めた。パスター・ラッセル（「牧師」の意味）との愛称で呼ばれていた
生前はフリーメイソンの会員であり、墓石が、フリーメイソン本部（米国 Rosemont United Cemeteries）の間近に在る。

## 活動以前

### 出生と少年時代
チャールズ・テイズ・ラッセルは、アメリカ合衆国のペンシルベニア州アレゲーニー（現在のピッツバーグの一部）において、父親ジョセフ・L・ラッセル（1897年12月27日死去）と母親アン・エリザ・バーニー・ラッセル（1861年1月25日死去）の次男として生まれた。両親は共にスコットランド―アイルランド系の長老派教会のキリスト教徒であった。後に父親は聖書研究会のメンバーとなった。母親は彼が9歳の時に死亡した。後に彼は近所の組合教会に入った。実家は男性用の服飾店で、ラッセル自身も11歳の時、父親と共同で男性用服飾店を経営し、15歳の時には各地に店を持つようになった。やがて一人で経営を切り盛りし事業は成功していたようである。

### 伝統的教理に対する疑問
彼は夜遅くまで聖書を熱心に研究する子供であったと伝えられている。しかし、少年であった彼は聖書を研究するにつれ、「地獄における永遠の責め苦」また「運命予定説」の伝統的な教理に対して疑問を抱くようになる。彼は様々な教派の信条を調査したり、東洋の主要な宗教も研究したが、納得の行く答えは見い出せなかった。17歳の頃までには、事業に専念することを考えるようになっていたという。

## 聖書研究及び再臨運動

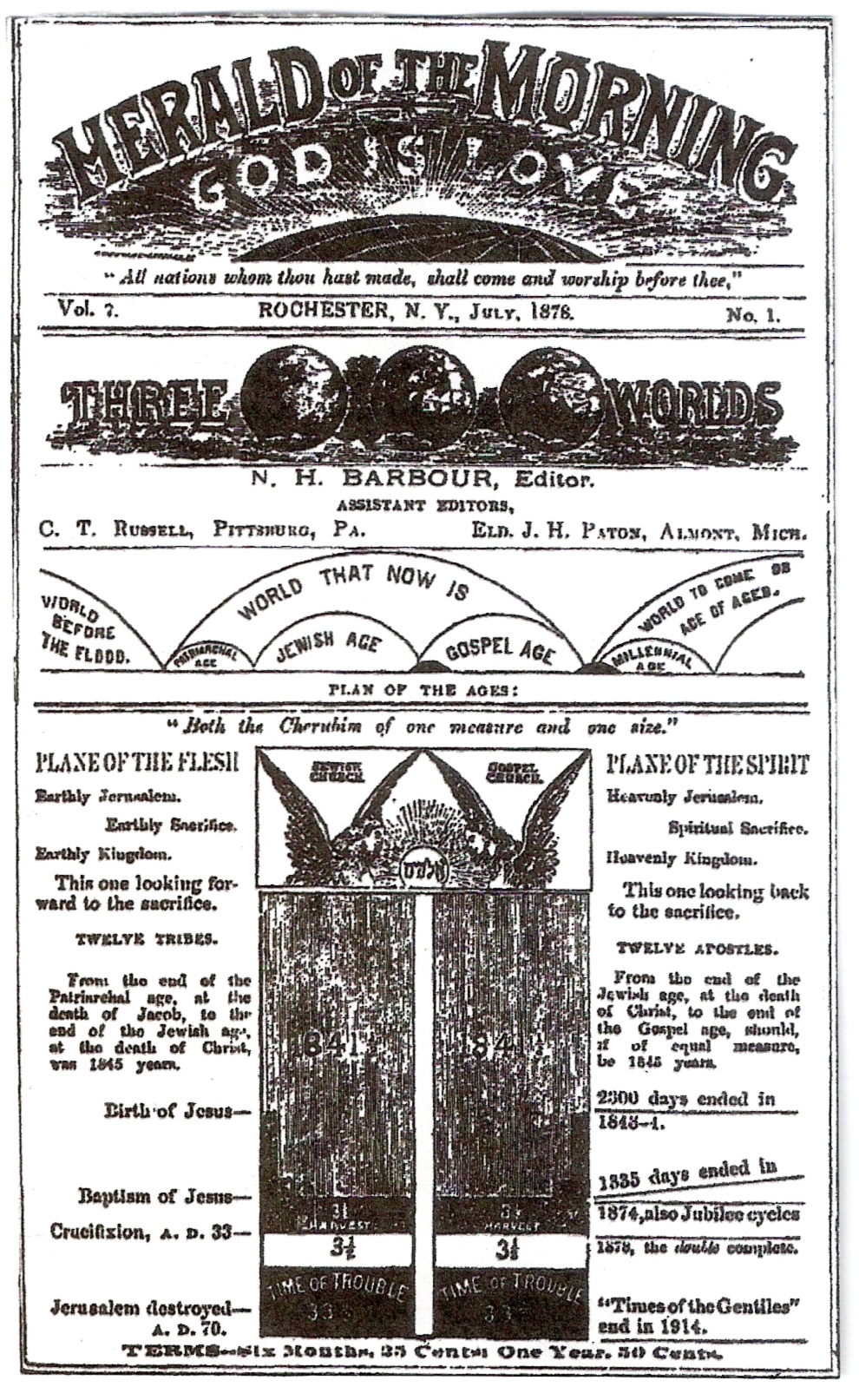
N・H・バーバーとC・T・ラッセルの共同編集により刊行された宗教雑誌『朝の先触れ (Herald of the Morning)』

### 「聖書研究会」の発足
1869年頃、ちょうど時はリバイバル（第三次大覚醒）の時期であり、当時流行しつつあった再臨派（セブンスデー・アドベンチスト教会）の集会に出席し、その教会の牧師ジョナス・ウェンデルから説教を聴いた。それによって聖書が霊感によって書かれた著作であることを改めて確信した。その中で後に彼の教義体系の中核になるものをつかんでいき、セブンスデー・アドベンチスト教会の本の中の「地獄というのは墓にすぎない」という教義を借用して、永遠の刑罰の教えに反対し「地獄」（マルコによる福音書9:43-48）の存在を否定した（霊魂消滅説）。1870年、再び聖書研究に意欲を燃やした彼は、6名ほどの友人たちと共に「聖書研究会」を作り毎週集会を開いた。それから5年間、彼らは霊魂不滅の教理の間違い、キリストの贖いの犠牲、キリストの再臨は目に見えない形で起こる事、またキリストは地球を滅ぼすために来るわけではなく祝福するために来ると理解した。彼は、牧師ジョナス・ウェンデルに恩がある事を認めると共に、ペンシルベニア州エディンボロのキリスト再臨教会の牧師ジョージ・Ｗ・ステットソンと、ニューヨーク州ブルックリンの『バイブル・イグザミナー (Bible Examiner)』誌の発行者ジョージ・ストーズの二人の援助にも感謝を表明している。

### 『朝の先触れ』誌の共同編集
1876年1月、23歳のラッセルは『朝の先触れ (Herald of the Morning)』というセブンスデー・アドベンチスト教会の宗教雑誌を入手したが、その編集者ニューヨーク州ロチェスターのネルソン・H・バーバーは、キリストはすでに目に見えない形で再臨しておられ、「小麦（真のクリスチャン）」（マタイ 13:24-30）を収穫する業は始まっていると論じていた。関心を持ったラッセルは、フィラデルフィアでバーバーと会見を開き、聖書研究会はバーバー主催のグループと合同した。ラッセルは『朝の先触れ』誌を印刷するための資金を個人的に寄付し、同誌の共同編集者となった。1877年、ラッセルは事業の株を売却して全時間の伝道活動に携わり、旅行しながら多くの講演を行い、資金が尽きた後は寄付により活動を続けた。同年、小冊子『我らの主の帰還の目的とそのありさま (The Object and Manner of Our Lord’s Return)』を出版した。さらに同年、バーバーとラッセルは書籍『三つの世界およびこの世界の収穫 (Three Worlds, and the Harvest of This World)』を共同出版した。この書籍は、キリストの見えない再臨は1874年の秋から始まったとの見解を載せていた。また、「諸国民の定められた時」（ルカ 21:24）の期間は1914年に終わることを指摘していた。しかし、やがて二人の見解は食い違うようになった。バーバーは『朝の先触れ』誌1878年8月号で、キリストの贖いの価値に対する否定的な記事を書き、9月号ではラッセルはキリストの贖いを支持する記事を書いた。この論争は同誌上で12月号まで続き、ついにラッセルはバーバーへの資金援助を打ち切り、二人は決別した。バーバーはその後、1903年まで『朝の先触れ』誌を発行し続け、1906年に亡くなった。
1879年3月13日、ラッセルはマリア・フランシス・アクリー（1850-1938）と結婚した。

## ものみの塔協会設立

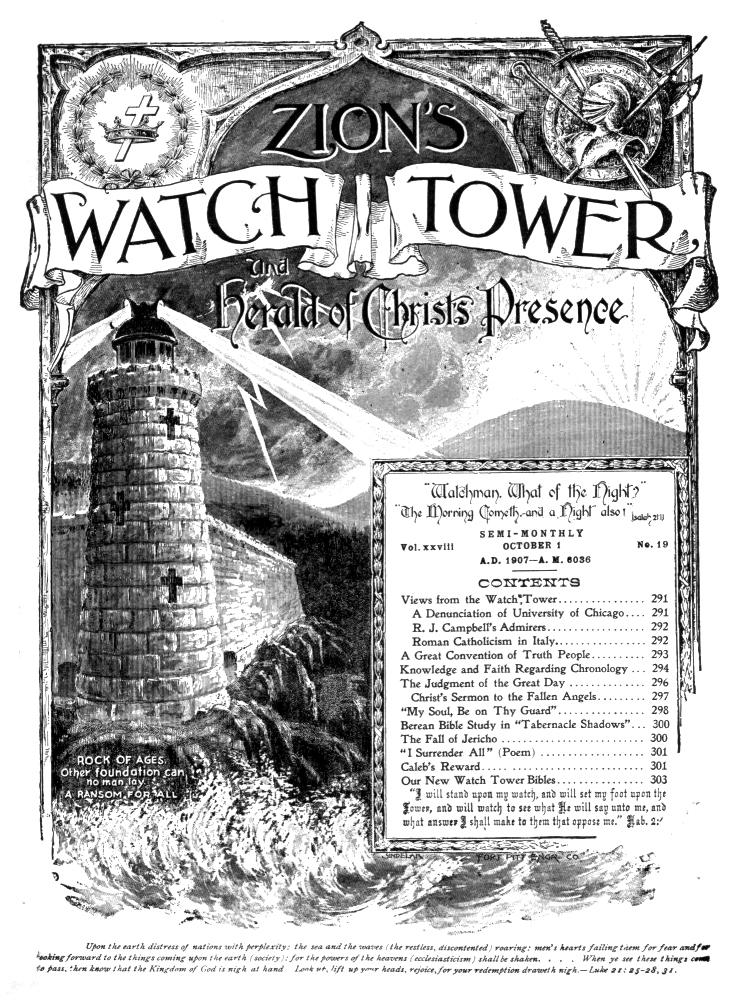
C・T・ラッセルが創刊した宗教雑誌『シオンのものみの塔およびキリストの臨在の告知者 (Zion's Watch Tower and Herald of Christ's Presence)』

### 『シオンのものみの塔およびキリストの臨在の告知者』誌の創刊
ラッセルは、伝道旅行よりも雑誌の発行に集中することにし、バーバーの手を借りずに自分自身で雑誌を発行する事に着手し、1879年7月、『シオンのものみの塔およびキリストの臨在の告知者 (Zion's Watch Tower and Herald of Christ's Presence)』（現在の「エホバの王国を告げ知らせる ものみの塔」誌）を創刊した。創刊号は6000部で（1914年には約5万冊印刷された）、寄稿者は5名であった。

### 「エクレシア」の設立
1879年と1880年には各地で集会を開くため、ペンシルベニア州、ニュージャージー州、マサチューセッツ州、ニューヨーク州、デラウェア州、オハイオ州、ミシガン州に約30の会衆を設立し、ラッセル自身が各会衆を訪問することを取り決めた。聖書研究会のこの初期の会衆は「エクレシア（「教会」や「会衆」と訳されるギリシャ語）」、または「クラス」と呼ばれた。1880年には『ものみの塔』誌以外にも『聖書研究者のパンフレット (Bible Students' Tracts)』（後に『古神学季刊 (Old Theology Quarterly)』と呼ばれた）を無料で配布した。
1881年までには、聖書研究者はわずか100名ほどであった。ラッセルは『ものみの塔』誌1881年4月号の記事で、聖書文書頒布者（「コルポーター」とも呼ばれた。現在の「開拓奉仕者」）として『ものみの塔』誌の読者を増やす伝道の業を提案した。1885年中には約300名の聖書文書頒布者がいた。同年、1881年に彼は『幕屋の教え (Tabernacle Teachings)』と『考えるクリスチャンのための糧 (Food for Thinking Christians)』という二冊のパンフレットを書いた。

### 宗教法人「シオンのものみの塔冊子協会」の設立
ラッセルは伝道が拡大するにつれ、民間に委託していた印刷を寄付によって賄うためには協会組織の必要があると判断した。そこで、1881年2月16日、ペンシルベニア州ピッツバーグの5番街101番に、W・H・コンリーが会長を務め、ラッセルを秘書と出納係とする非法人団体としての「シオンのものみの塔冊子協会」が発足した。そして1884年12月15日、「シオンのものみの塔冊子協会 (Zion’s Watch Tower Tract Society)」（現在の「ペンシルベニア州のものみの塔聖書冊子協会」）は宗教法人となり、ピッツバーグから移転してアレゲーニーのフィデラル通り44番に（同年フェデラル通り40番に移転）本部が設立され、ラッセルはその初代会長を務めた。

### 「塔出版会社」と「バイブル・ハウス」
彼は、1886年から全七巻に渡る『千年期黎明 (Millennial Dawn)』（後に『聖書研究 (Studies in the Scriptures)』と呼ばれた）の執筆に着手した。しかし、最後の第七巻を書く前に亡くなった（第七巻『終了した秘義 (The Finished Mystery)』は、クレイトン・J・ウッドワースとジョージ・H・フィッシャーによって書かれた）。1887年からはラッセルが所有した「塔出版会社 (Tower Publishing Company)」で印刷を開始し、1898年まで用いられた。協会本部の拡張が必要となり、1889年にアレゲーニーのアーチ通り56-60番に4階建てのレンガ造りの建物が建設された。そこは「バイブル・ハウス (Bible House)」と呼ばれ、1909年まで本部として用いられた。
1891年4月19日から25日にかけて、初めての大会がペンシルベニア州アレゲーニーにて開催され、こうした初期の大会は主の記念式と関連していた。1891年、ラッセルとその一行は海外旅行へと赴き、ヨーロッパ、アジア、アフリカを回って宣教活動を行った。こうして、協会の文書は、ドイツ語、フランス語、スウェーデン語、ノルウェー標準語、ポーランド語、ギリシア語、イタリア語で出版されるようになった。1895年、彼は「黎明会 (Dawn Circles)」（後に「聖書研究のためのベレア人会」と呼ばれた）という集会も取り決めた。1894年には、協会の代表者21名が諸会衆を訪問する取り決めがなされ、「巡礼者」（現在の「巡回監督」や「地域監督」）と呼ばれた。
1896年に「シオンのものみの塔冊子協会」は「ものみの塔聖書冊子協会 (Watch Tower Bible and Tract Society)」と名称が変更された。1898年、ラッセルは「塔出版会社」をものみの塔協会に寄贈し、植字と組版は「バイブル・ハウス」の成員に任され、印刷は民間事業に注文するようになった。1890年代後半は、各地の大会でラッセルは講演をした。その風貌は、長めの黒いフロックコートを着て、白いネクタイをし、大きな声ではなかったが、マイクやスピーカーは当時発明されていなかったので使用せず、講話中は常に身振りをし、演壇を歩き回り、原稿を使う事はなかったという。

### 「新聞福音伝道」及び協会本部の移転
1904年、ラッセルは自分の訓話を新聞に掲載するために、新聞のための国際的な4名から成るシンジケートが組織された。1908年、新聞による説教をより大きな都市から送るため、ジョセフ・フランクリン・ラザフォードを含む協会の代表者は、ニューヨーク州ブルックリンのヒックス通り13-17番にある建物を購入し「ブルックリン・タバナクル (Brooklyn Tabernacle)」（「幕屋」の意味）と呼んだ。また、ヘンリー・ウォード・ビーチャー牧師の邸宅であったコロンビア・ハイツ124番の建物も購入し、そこは協会の本部職員の宿舎として用いられ、「ベテル (Bethel)」（「神の家」の意味）と呼んだ。協会本部の主要な施設がペンシルベニア州アレゲーニーからブルックリンに移転されたことに伴い、1909年に「一般人の説教壇協会 (Peoples Pulpit Association)」が新たに設立され、1956年以降「ニューヨーク法人 ものみの塔聖書冊子協会 (Watchtower Bible and Tract Society of New York)」と呼ばれている。こうして新聞によるラッセルの説教は、同時に2000以上、合計で4000以上の新聞社によって掲載された。また、1909年から『一般人の説教壇 (People’s Pulpit)』（1911年に『万人の新聞 (Everybody’s Paper)』、1913年に『聖書研究者月刊 (The Bible Students Monthly)』と改名）という小冊子を出版した。さらに、1914年6月30日には、イギリスでの活動を前進させる目的で、イギリスのロンドンに「国際聖書研究者協会 (International Bible Students Association)」（略称は「IBSA」）という宗教法人も設立された。

## 晩年

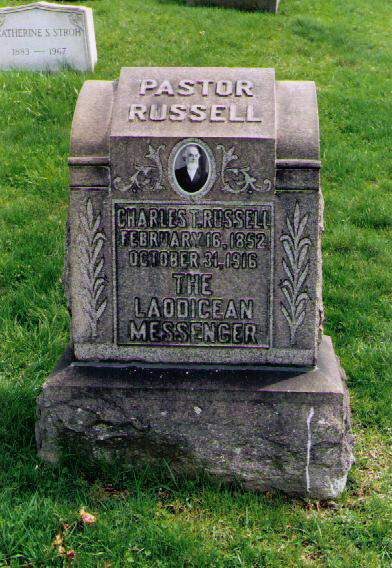
ペンシルベニア州ピッツバーグにあるC・T・ラッセルの墓碑

### 日本への宣教旅行
ラッセルは世界各国を旅行したが、1911年には実情調査のため日本にも来訪した。ラッセルと同行者は横浜市や東京などの諸都市から、長崎までを巡回した。東京での彼の二つの講演では、キリスト教世界の宣教者たちは日本人が無神論に傾いていることに落胆しており、日本人に必要なのは王国の福音であると報告した。

### 『創造の写真劇』の上映及び1914年
1912年、ラッセルは全4部からなる合計8時間に及ぶ音声付きのスライド写真型のカラー映画である『創造の写真劇 (Photo-Drama of Creation)』を約30万ドルを費やして制作し、1914年1月から上映された。北アメリカ、ヨーロッパ、オーストラリアで上映され、観客は1914年末までに合計900万人に及んだ。また、『創造の写真劇』の縮小版である『ユーリカ劇 (Eureka Drama)』は農村部などで上映された。
ラッセルが異邦人の終わりの時として推定していた年である1914年、同年7月28日に第一次世界大戦が勃発した。ラッセルは10月2日に、協会の成員たちとの朝の崇拝の際、「異邦人の時は終わりました。その王たちの日は過ぎ去ったのです」と発表した。（現在の解釈では1914年10月4日から5日に終わった）。聖書研究者たちは10月のはじめの週に天へ昇ると期待していたが、それは起きなかった。ラッセル自身は、『ものみの塔』誌1914年1月号の中で「わたしたちは、時に関する事柄を教理的な事柄と同様の絶対的な確実さを付して読まないでしょう」と述べている。彼はその後も伝道活動を促進した。

### 臨終
1916年10月31日の火曜日の正午過ぎ、64歳の時、健康状態の悪化したラッセルは、テキサス州サンアントニオで最後の講演をした後にブルックリンへと戻る汽車の車内で、テキサス州パンパにて亡くなった。11月5日にニューヨーク州テンプルで、11月6日にはペンシルベニア州ピッツバーグのカーネギー・ホールで葬儀が行われ、ラッセル夫人は彼が好きであったすずらんの花束と共に「愛する夫へ」と記されたリボンを棺桶に置いたと言われている。その後、アレゲーニーのローズモント・ユナイテッド・セミトリーにある、協会の成員の墓地に墓碑が建てられた。

## 思想・信条
ラッセルはキリスト教の伝統的な地獄の教理、運命予定説、霊魂不滅、三位一体論 を否定した。聖書のみを絶対的な神の言葉として受け入れ、聖書の真理は漸進的に明確になると信じ、出版物は聖書を理解する助けに過ぎないと考えた。エホバという固有の名を持ち、公正を知恵や愛や力と完全な調和を保つ、創造者である父なる神を崇拝した。キリストの贖いの価値を支持し、キリストの再臨は目に見えない形で起こり、パルーシア（臨在）は一定期間続き、地球を滅ぼすためではなく人類を祝福するために来ると信じた。
ギザの大ピラミッドは神の証しの石であり、そこから聖書の年代測定や未来の予知ができると考えた。異邦人の時は1914年に終わると説明し、その年の前には収穫の業は完了し、選ばれた文字通りの14万4千人は天へと召されると考えた。「預言の中のシオニズム」という講演の中で、1914年以後、神は実際のユダヤ人を少しずつパレスチナに復帰させ、神の代理者として彼らを再び用いると考えた。ハルマゲドンは政治的党派間での戦争や社会革命によって起こり、現存する諸体制を滅ぼした後、残りの全人類は天国ではなく地上のパラダイスで完全な命を享受すると考えた。
「大いなるバビロン」（啓示 17:5）は、制度としての教皇制度を指すと解釈し、政治に関与した教会制度を「娼婦教会」として糾弾し、クリスチャンはそのような教会から離れるよう勧めた。ラッセルは自分たちが「ラッセル派」（ラセライト）あるいは「ラッセル主義」（ラッセリズム）と呼ばれる事を拒み、クリスチャンと呼ばれることを望んだ。ラッセル自身は「忠実で思慮深い奴隷」（マタイ 24:45-47）は特定の個人を指すのではなく、聖別されたクリスチャン全体と考えていたが、ラッセル個人に当てはめようとする人々もいた。自分の仕事は、新しいものでも、独自のものでもなく、各教派に散らばった真理の断片を再構築し、調整し、調和を図る業だと考えた。
クリスチャンは神の命令に反しない限り法律をよく守るべきであり、政治活動に関与すべきではないと勧めた。。聖別された者は伝道活動に加わるよう勧め、宣教活動は自発的な寄付により賄われるべきであると考えた。初期の頃、彼は地的な組織を作ることを拒んで天的な組織だけを支持し、エクレシア（会衆）での集まりのことを「教会組織」と言うより「交わり」と呼ぶ方が良いと考えていた。1895年に会衆の長老たちは投票制によって選出されるよう取り決めたが、僧職者制度を認めることはなかった。（後に1932年と1938年に長老たちは神権的に任命されるよう調整された）。
たばこの使用に関して否定的見解を持ち（1973年にエホバの証人はたばこの使用を完全に退けた）、ラッセル自身は個人的良心によりアルコール飲料を一切摂取しなかった。

## 主な著作・出版
- The Object and Manner of Our Lord's Return（我らの主の帰還の目的とそのありさま）. (1877)
- N. H. Barbour and C. T. Russell (1887). Three Worlds, and the Harvest of This World（三つの世界およびこの世界の収穫）（ネルソン・H・バーバー（英語版）との共同著作）
- Zion's Watch Tower and Herald of Christ's Presence 『シオンのものみの塔およびキリストの臨在の告知者』 1879年7月号から。
- Millennial Dawn 『千年期黎明』シリーズ全七巻のうち第六巻まで。後に『聖書研究 (Studies in the Scriptures)』と呼ばれるようになった。
  -  The Plan of the Ages（世々に渉る神の経綸）. (1886)（第一巻）
  -  The Time Is at Hand（時は近づけり）. (1889)（第二巻）
  -  Thy Kingdom Come（御国の来たらんことを）. (1891)（第三巻）
  - The Day of Vengeance『復しゅうの日』、1897年。（第四巻。後に The Battle of Armageddon（ハルマゲドンの戦い）と呼ばれる）
  -  The At-one-ment Between God and Man（神と人間との和解）. (1899)（第五巻）
  -  The New Creation（新しい創造物）. (1906)（第六巻）
- Photo-Drama of Creation『創造の写真劇』、1914年。